# Station Mielno Koszalińskie
Station Mielno Koszalińskie was een spoorwegstation in de Poolse plaats Mielno (Duits: Groß Möllen). 
De aan de Oostzee gelegen badplaats Groß Möllen, in het vroeger Duitse Pommeren, kreeg in 1905 een spoorverbinding met de nabijgelegen stad Köslin (thans Koszalin). In 1913 werd de trein vervangen door een goedkopere tram van de Kösliner Stadt- und Strandbahn. Deze werd doorgetrokken naar een nieuw eindpunt in Seebad Nest (na 1945:Unieście). De tramdienst is in 1938 vervangen door de autobus. Er bleven wel goederentreinen op het traject rijden. 
Na de Tweede Wereldoorlog werd de streek Pools en is de treindienst tussen Koszalin en Mielno hervat. De lijn is in 1989 geëlektrificeerd. Het passagiersvervoer is echter op 1 oktober 1994 gestaakt. In 2001 is ook het vervoer van goederen beëindigd en een jaar later is de bovenleiding verwijderd.